# BMW M 1000 XR
Die BMW M 1000 XR ist ein Motorrad der Bayerischen Motoren Werke Aktiengesellschaft. Es ist eine Mischung aus Sporttourer und Supersportler-Motorrad und wird der Klasse Allrounder zugeordnet. Das Motorrad basiert auf der zweiten Generation der BMW S 1000 XR (K69).

## Konstruktion
Die BMW M 1000 XR hat einen Brückenrahmen einem Aluminiumverbund, zudem eine Upside-Down-Teleskopgabel mit 45 mm Standrohrdurchmesser und einstellbarer Federbasis in Verbindung mit serienmäßiger Dynamic Damping Control (DDC, ermöglicht die dynamische Anpassung der Dämpfung von Upside-down-Gabel und Federbein an die jeweilige Fahrsituation).

### Antrieb
Das Kraftrad wird von einem öl- und wassergekühlten Vierzylinder-Viertakt-Reihenmotor mit vier Ventilen pro Zylinder angetrieben, der aus 999 cm³ Hubraum eine Nennleistung von 148 kW (201 PS) bei 12.750/min erzeugt. Sein maximales Drehmoment von 113 Nm liegt bei einer Drehzahl von 11.100/min an. Die vier Zylinder haben eine Bohrung von 80 mm, die Kolben einen Hub von 49,7 mm. Das Verdichtungsverhältnis beträgt 13,3 : 1. Es ist eine elektronisch geregelte Mehrpunkt-Saugrohreinspritzung eingebaut. Das Ansaugsystem hat variable Ansaugtrichter, um Ladungswechsel bei hoher Drehzahl zu verbessern. Der Motor erfüllt die Euro-5-Norm.
Das Motorrad beschleunigt in 3,2 Sekunden von 0 auf 100 km/h, in 7,4 Sekunden auf 200 km/h und erreicht eine Höchstgeschwindigkeit von 278 km/h. Der Kraftstoffverbrauch beträgt nach Angaben von Motorradtest und dem ADAC etwa 6,5 l/100 km.

### Kraftübertragung
Im Primärtrieb wird das Antriebsmoment über eine Mehrscheibenkupplung im Ölbad mit Anti-Hopping-Funktion auf das geradverzahnte Getriebe mit Klauenschaltung übertragen, das sechs Gänge hat. Im Sekundärantrieb treibt eine endlos O- bzw. X-Ring Kette das Hinterrad an.

### Elektronik
Neben Launch Control und einem Pit-Lane-Limiter für die exakte Geschwindigkeit in der Boxengasse hat die M 1000 XR zudem die Traktionskontrolle DTC von BMW. Zur weiteren Ausstattung gehört adaptives Kurvenlicht.

### Unterschiede zur BMW S 1000 XR (K69)
Zur Abgrenzung gegenüber der S 1000 XR (K69) hat die M 1000 XR einen aufwendigeren Motor und Winglets, die ab 100 km/h zusätzlichen Anpressdruck erzeugen. Bei der M 1000 XR sind keine Koffersets oder Hartschalen-Gepäcklösungen verfügbar bzw. aufgrund der Größe des Hecks nicht möglich. Der Lenker ist gegenüber der S 1000 XR weiter nach vorn orientiert.

## Aussehen
Das Motorrad kommt standardmäßig in der Farbe Weiß, zusammen mit den typischen Akzenten Hellblau, Blau und Rot aus dem Logo des BMW M. Erkennbar ist es außerdem an blauen Bremssätteln.

## Preis
Die BMW M 1000 XR wird zu einem Preis von 25.900,00 € in Deutschland, 30.650,00 € in Österreich und in der Schweiz für 25.980,00 CHF angeboten.

## Geschichte
Am 6. Juni 2023 enthüllte BMW im Rahmen der Isle of Man Tourist Trophy (TT) die M 1000 XR als Prototyp. Die endgültige Serienversion wurde am 26. Oktober 2023 präsentiert und Anfang 2024 begann der Verkauf.

## M-Competition-Paket
Für einen Aufpreis von 6.160,00 € erhält man das M-Competition-Paket. Es bietet eine schwarze Grundfarbe, eine neue Optik durch Kunststoffverkleidungsteile, besondere Frästeile, eine Gewichtsreduzierung auf 220 kg und per Freischaltcode wird das Motorrad um einen M-GPS-Laptrigger (ermöglicht die Erfassung von Rundenzeiten und die Auswertung von relevanten Fahrdaten auf der Rennstrecke) erweitert.